# Reith bei Kitzbühel
Reith bei Kitzbühel är en ort och kommun i distriktet Kitzbühel i förbundslandet Tyrolen i Österrike.